# Cástaras
Cástaras település Spanyolországban, Granada tartományban. Cástaras Almegíjar, Albondón, Torvizcón, Busquístar, Juviles és Lobras községekkel határos. Lakosainak száma 210 fő (2024).

## Népesség
A település népessége az elmúlt években az alábbi módon változott:
| Lakosok száma | 289  | 249  | 259  | 268  | 277  | 242  | 244  | 249  | 240  | 210  |
|               | 2001 | 2004 | 2006 | 2009 | 2011 | 2014 | 2016 | 2019 | 2021 | 2024 |